# Tarzan and the Leopard Woman
Tarzan and the Leopard Woman is een Amerikaanse avonturenfilm van RKO Radio Pictures uit 1946, onder regie van Kurt Neumann. Het is de tiende Tarzan-film met Johnny Weissmuller in de hoofdrol.

## Verhaal
Een groep reizigers wordt vlak bij Zambezi vermoord, klaarblijkelijk door jachtluipaarden. Tarzan wordt gevraagd het mysterie te onderzoeken. Hij twijfelt al direct aan het feit of het echt luipaarden waren. Tegelijkertijd nemen Tarzan, Jane en Boy een jongen genaamd Kimba in huis, die volgens eigen zeggen verdwaald is in de jungle. Kimba is in werkelijkheid de broer van Koningin Lea, de leider van een luipaardensekte. Ze heeft hem eropuit gestuurd om Tarzan te bespioneren. Tegelijkertijd heeft Kimba ook een eigen doel: zichzelf bewijzen als een waardige krijger tegenover zijn sekte. Om dit te bereiken wil hij Jane ontvoeren.

## Rolverdeling
| Acteur             | Personage |
| ------------------ | --------- |
| Johnny Weissmuller | Tarzan    |
| Brenda Joyce       | Jane      |
| Johnny Sheffield   | Boy       |
| Acquanetta         | Lea       |